# Diocesi di Tambacounda
La diocesi di Tambacounda (in latino Dioecesis Tambacundana) è una sede della Chiesa cattolica in Senegal suffraganea dell'arcidiocesi di Dakar. Nel 2022 contava 15.099 battezzati su 1.101.023 abitanti. È retta dal vescovo Paul Abel Mamba Diatta.

## Territorio
La diocesi comprende la parte orientale del Senegal.
Sede vescovile è la città di Tambacounda, dove si trova la cattedrale di Maria Regina dell'Universo.
Il territorio è suddiviso in 9 parrocchie.

## Storia
La prefettura apostolica di Tambacounda fu eretta il 13 agosto 1970 con la bolla Universae Christianorum di papa Paolo VI, ricavandone il territorio dalle diocesi di Kaolack e di Saint-Louis du Sénégal.
Il 17 aprile 1989 la prefettura apostolica è stata elevata a diocesi con la bolla Permagno cum gaudio di papa Giovanni Paolo II.

## Cronotassi dei vescovi
Si omettono i periodi di sede vacante non superiori ai 2 anni o non storicamente accertati.
- Clément Cailleau, C.S.Sp. † (13 agosto 1970 - 24 aprile 1986 dimesso)
  - Sede vacante (1986-1989)
- Jean-Noël Diouf (17 aprile 1989 - 5 agosto 2017 dimesso)
  - Sede vacante (2017-2021)[1]
- Paul Abel Mamba Diatta, dal 4 novembre 2021

## Statistiche
La diocesi nel 2022 su una popolazione di 1.101.023 persone contava 15.099 battezzati, corrispondenti all'1,4% del totale.
| anno | popolazione | popolazione | popolazione | presbiteri | presbiteri | presbiteri | presbiteri                | diaconi | religiosi | religiosi | parrocchie |
| anno | battezzati  | totale      | %           | numero     | secolari   | regolari   | battezzati per presbitero | diaconi | uomini    | donne     | parrocchie |
| ---- | ----------- | ----------- | ----------- | ---------- | ---------- | ---------- | ------------------------- | ------- | --------- | --------- | ---------- |
| 1980 | 1.713       | 295.000     | 0,6         | 7          |            | 7          | 244                       |         | 15        | 17        | 3          |
| 1990 | 5.720       | 394.000     | 1,5         | 21         | 4          | 17         | 272                       |         | 27        | 24        | 10         |
| 1999 | 6.245       | 409.000     | 1,5         | 24         | 14         | 10         | 260                       |         | 15        | 34        | 13         |
| 2000 | 6.528       | 409.000     | 1,6         | 24         | 14         | 10         | 272                       |         | 13        | 33        | 9          |
| 2001 | 7.083       | 409.000     | 1,7         | 25         | 16         | 9          | 283                       |         | 11        | 37        | 9          |
| 2002 | 7.228       | 409.000     | 1,8         | 22         | 14         | 8          | 328                       |         | 10        | 35        | 9          |
| 2003 | 7.479       | 409.000     | 1,8         | 23         | 13         | 10         | 325                       |         | 14        | 41        | 10         |
| 2004 | 7.500       | 409.000     | 1,8         | 21         | 13         | 8          | 357                       |         | 11        | 37        | 10         |
| 2010 | 12.106      | 560.000     | 2,2         | 22         | 15         | 7          | 550                       |         | 14        | 41        | 10         |
| 2014 | 12.956      | 623.000     | 2,1         | 24         | 16         | 8          | 539                       |         | 33        | 13        | 9          |
| 2017 | 13.750      | 884.360     | 1,6         | 28         | 18         | 10         | 491                       |         | 12        | 29        | 10         |
| 2020 | 14.584      | 1.025.793   | 1,4         | 25         | 18         | 7          | 583                       |         | 8         | 26        | 9          |
| 2022 | 15.099      | 1.101.023   | 1,4         | 25         | 18         | 7          | 603                       |         | 7         | 28        | 9          |